# Frances Theodora Parsons
Frances Theodora Smith (New York, 5 dicembre 1861 – Katonah, 10 giugno 1952) è stata una botanica statunitense.

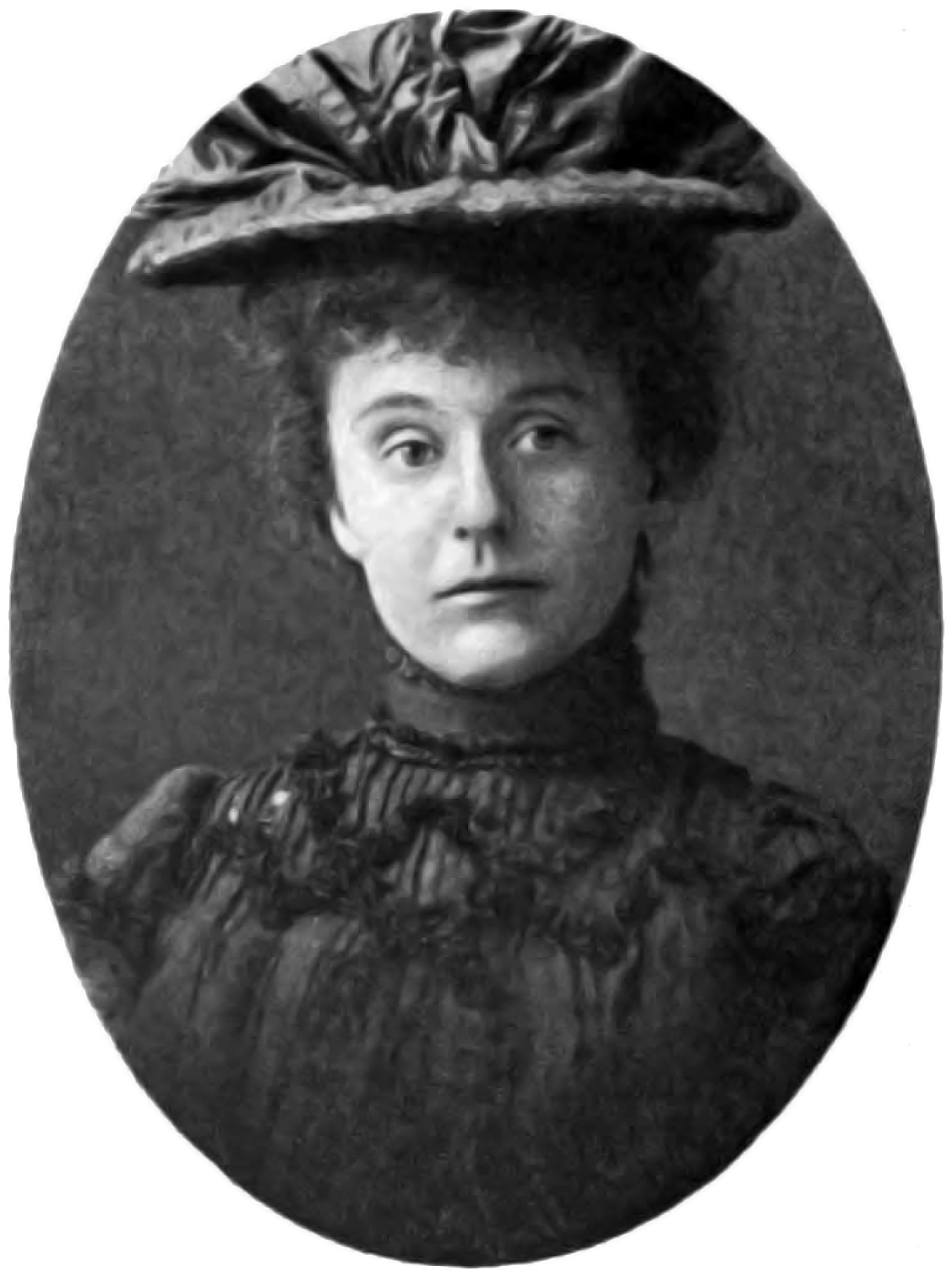
Frances Theodora Parsons

Ha scritto numerosi libri e guide sui fiori selvatici degli Stati Uniti inizialmente pubblicati sotto lo pseudonimo di Mrs. William Starr Dana. È conosciuta come Frances Theodora Parsons, poiché Parsons è il cognome assunto con il matrimonio.

## Biografia

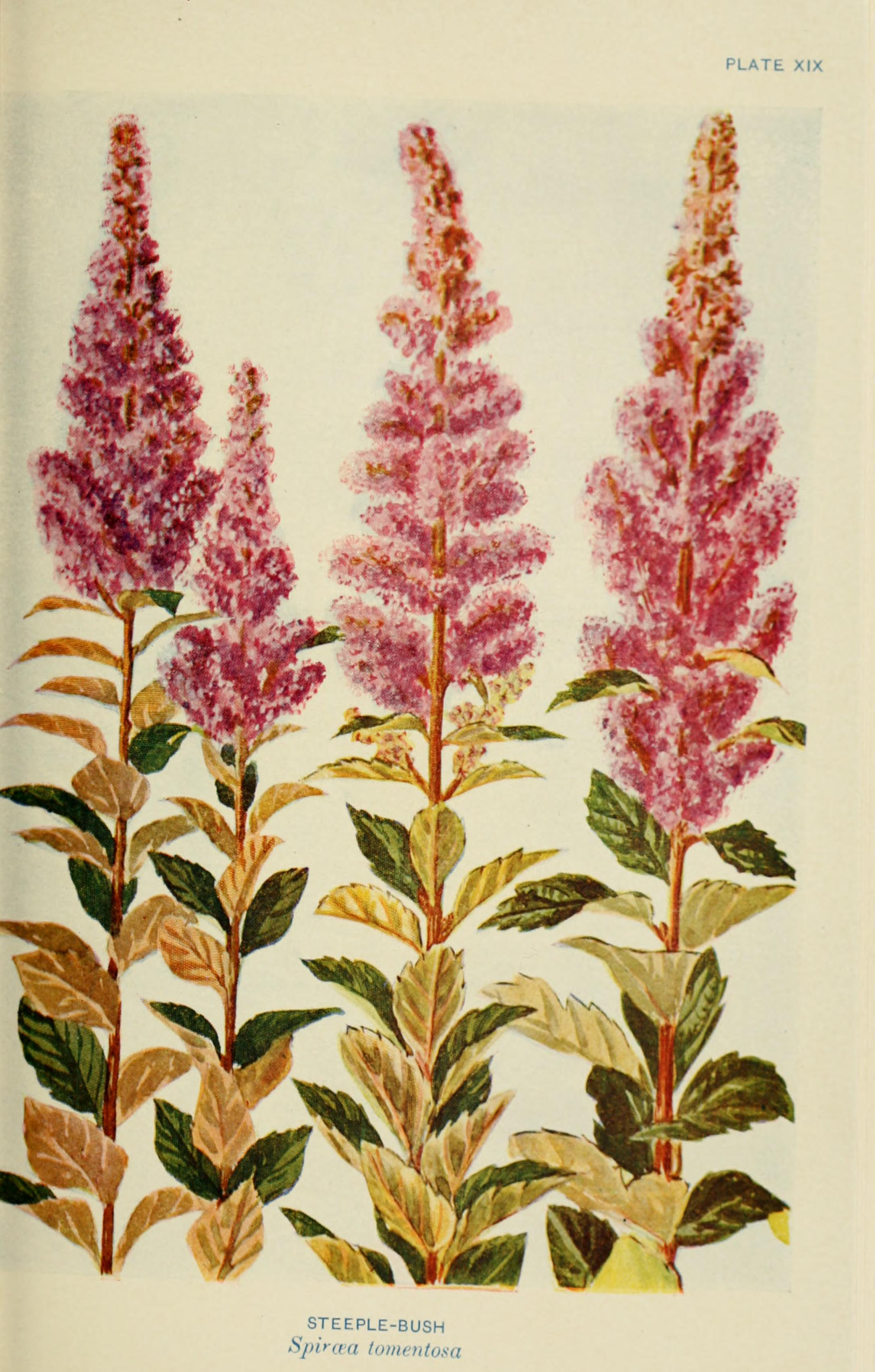
According to season, illustrazione in tavola a colori

Frances Theodora Smith nacque nel 1861 da Denthon Smith, commerciante di tè, e Harriet Shelton Smith; aveva una sorella, Alice Josephine (1859-1909), che divenne un'artista ed illustrò due dei suoi libri.
Frances Theodora ricevette un'educazione privata alla Miss Comstock’s School e il suo amore per la botanica nacque durante le estati trascorse con i nonni in campagna nello stato di New York.
Il suo primo marito, William Starr Dana che sposò nel 1884, era un ufficiale di Marina. Morì nel 1890 a causa di un'epidemia influenzale e sei anni dopo sposò James Russell Parsons, un politico dello stato di New York che in seguito intraprese la carriera diplomatica. La coppia ebbe due figli, Russel e Dorothea, che morirono in tenera età. Anche James morì in un incidente stradale a Città del Messico nel 1902.
Dopo la morte di James, la Parsons si trasferì a New York dove fu un'attiva sostenitrice del partito repubblicano e del Progressive Party  Ebbe un ruolo attivo nelle commissioni di partito e gestì con successo la campagna elettorale di Fiorello H. La Guardia quand'era candidato alla presidenza del Consiglio municipale di New York. fu anche una sostenitrice del suffragio femminile.
Dopo la perdita del suo primo marito, la Parsons cercò di distrarsi con lunghe passeggiate insieme alla sua amica e illustratrice Marion Satterlee. Queste escursioni furono l'origine del suo primo e più importante lavoro botanico How to Know the Wild Flowers (1893) che fu la prima field guide per i fiori selvatici del Nord America e la prima edizione fu venduta in cinque giorni. L'opera guadagnò molte critiche positive fra le quali anche quelle di Theodore Roosevelt e Rudyard Kipling ed ebbe numerose edizioni.
Il libro classificava i fiori per colore ed era illustrato da Elsie Louise Shaw con 48 tavole a colori e 110 tavole in bianco e nero di Marion Satterlee. Il secondo libro di Parsons fu According to Season (1894), un compendio di scrittura sulla natura che aveva pubblicato il precedenza sul The New York Tribune. Il suo terzo libro, Plants and Their Children(1896), era destinato ai bambini e all'epoca fu classificato come il miglior libro per regazzi.
Nel 1899, Parsons pubblicò How to Know the Ferns, opera simile alla sua prima guida. Fu spinta alla pubblicazione di questo libro dalle difficoltà dalle difficoltà finanziarie del marito. Dopo il quarto libro, Parsons smise di scrivere per molto tempo; nel 1952, all'età di novant'anni, pubblicò le sue memorie, Perchance Some Day.

## Pubblicazioni

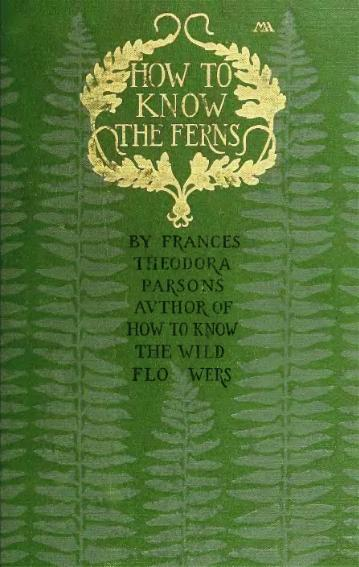
Copertina di How to Know the Ferns (Settima edizione)

### Opere pubblicate con il nome di Mrs. William Starr Dana
- How to Know the Wild Flowers (1893). Edizioni Charles Scribner's Son's, New York: . Illustrazioni di Marion Satterlee e, nella prima edizione di Elsie Louise Shaw.
- According to Season (1894). Illustrato da Elsie Louise Shaw.
- Plants and Their Children (1896). Illustrazioni di Alice Josephine Smith.

### Opere pubblicate con il nome di Frances Theodora Parsons
- How to Know the Ferns (1899). Illustrato da Marion Satterlee e Alice Josephine Smith. Prima edizione di The Publisher's Syndicate Limited, Toronto; seguirono almeno altre sette ristampe fra il 1899 il 1925 edite da Charles Scribner's Son's, New York; e almeno due stampe curate da Dover Books, New Yor; e un'edizione, nel 2005, di Kessinger Publishing.
- Perchance Some Day (1952). Autobiografia, pubblicata a proprie spese.